# 高尾野站
高尾野站（日语：／ Takaono eki */?）是位於鹿兒島縣出水市高尾野町柴引，肥薩橙鐵道線的車站。車站編號為OR18。

## 歷史
- 1923年（大正12年）10月15日 - 鐵道省川內線車站啟用。
- 1927年（昭和2年）10月17日 - 湯浦站至水俁站之間開業，八代站至川內站至鹿兒島站之間編入至鹿兒島本線。
- 1949年（昭和24年）6月1日 - 日本國有鐵道成立，成為國鐵車站。
- 1956年（昭和31年）2月 - 木造車站大樓拆毀，現時車站大樓竣工。
- 1961年（昭和36年）9月1日 - 終止貨物起卸業務。
- 1970年（昭和45年）9月1日 - 隨著引入CTC，成為業務委託車站。高尾野站長廢止，由出水站管理。
- 1984年（昭和59年）2月1日 - 成為無人車站。
- 1987年（昭和62年）4月1日 - 伴隨國鐵分割民營化，車站由九州旅客鐵道（JR九州）營運。
- 2004年（平成16年）3月13日 - 九州新幹線鹿兒島中央站（當日由西鹿兒島站改名而成）至新八代站之間開業，使鹿兒島本線八代站至川內站之間的鐵路業務由肥薩橙鐵道繼承。

## 車站構造
車站是一座地面車站，設有2面2線的相對式月台。車站大樓是一座由鋼筋混凝土建成。車站大樓內設成小型候車室。此站曾經為有人車站，在有人車站當時設有櫃臺，而現時被壁報板遮蓋。
一般情況下為無人車站，在毎年3月春分日和翌日，在高尾野站周邊會舉辦「高尾野 中之市」，在每年8月上旬會舉辦「高尾野夏祭」，使此站會多人使用，並設有來往米之津站至阿久根站、此站至出水站、此站至米之津站或此站至阿久根站之間的臨時列車運行。在臨時列車運行時間中，此站會臨時設有車站職員當值。

### 月台
| 月台 | 路線          | 上下行 | 方向                   | 備註                  |
| ---- | ------------- | ------ | ---------------------- | --------------------- |
| 1    | ■肥薩橙鐵道線 | 下行   | 阿久根、川內方向       |                       |
| 1・2 | ■肥薩橙鐵道線 | 上行   | 出水、水俁、八代方向面 | 大部半列車使用1號月台 |

## 使用狀況
在2015年度，1日平均乘車人次為68人
| 年度 | 1日平均 乘車人次 | 1日平均 上下車人次 |
| ---- | ---------------- | ------------------ |
| 2005 | 49               |                    |
| 2006 | 51               |                    |
| 2007 | 53               | 110                |
| 2008 | 56               | 113                |
| 2009 | 60               | 122                |
| 2010 | 61               | 129                |
| 2011 | 68               | 140                |
| 2012 | 76               | 156                |
| 2013 | 79               | 163                |
| 2014 | 74               | 154                |
| 2015 | 68               | 146                |

## 車站周邊
車站周邊為出水市高尾野町（前出水郡高尾野町）中心。
- 出水市立高尾野中學（日语：出水市立高尾野中学校）、小學（日语：出水市立高尾野小学校）
- 國道504號（日语：国道504号）
- 慈光幼稚園
- 出水市政廳高尾野分所（前高尾野町（日语：高尾野町）公所）
- 高尾野郵局
- 出水市高尾野農村環境改善中心
- 大和 (公司)（日语：だいわ）高尾野店

## 相鄰車站
肥薩橙鐵道
■肥薩橙鐵道線
■快速「超級橙」（只限1號停站，只於星期六日運行）、■快速「快速海洋快車薩摩」（只於星期六日運行）、■普通
西出水（OR17）－高尾野（OR18）－野田鄉（OR19）

## 注腳
1. ↑  鹿兒島縣統計年鑑

## 外部連結
- 高尾野站（各站資訊） （页面存档备份，存于） - 肥薩橙鐵道